# Gabanintha
Gabanintha is een spookdorp in de regio Mid West in West-Australië.

## Geschiedenis
Van 1895 tot 1910 werden in de streek verscheidene concessies om goud te delven toegekend. Een verlaten concessie, de 'The Emerald Isle Star of the East', werd in 1895 door een samenwerkingsverband verworven en hernoemd tot Gabanintha. De naam is Aborigines van oorsprong maar de betekenis is niet bekend.
In februari 1897 vroegen de lokale mijnwerkers om er een dorp op te richten. In november 1898 werd het dorp Gabanintha officieel gesticht. Dat jaar telde het plaatsje 46 inwoners. Pas in 1905 werden de dorpskavels opgemeten. Tot 1944 was goudmijn van Gabanintha in bedrijf.
Tussen 1987 en 1991 dolf 'Dominion Mining' er naar goud in dagbouw. Ook in de eenentwintigste eeuw wordt er nog steeds naar goud gezocht. Het dorp zelf is verlaten.

## Ligging
Gabanintha maakt deel uit van het lokale bestuursgebied (LGA) Shire of Meekatharra waarvan Meekatharra de hoofdplaats is. In het district liggen nog enkele verlaten mijndorpjes waaronder Abbotts, Nannine, Garden Gully, Peak Hill en Horseshoe.
Het verlaten dorp ligt 760 kilometer ten noordnoordoosten van de West-Australische hoofdstad Perth, 465 kilometer ten zuidzuidwesten van Newman en 45 kilometer ten zuidzuidoosten van het aan de Great Northern Highway gelegen Meekatharra.

## Klimaat
Gabanintha kent een warm woestijnklimaat, BWh volgens de klimaatclassificatie van Köppen.